# Sølvguttene
Sølvguttene er et norsk drengekor, specielt kendt for sine koncerter i julen.
Koret blev grundlagt i 1940 af Torstein Grythe, som ledede det indtil 2004, da nuværende dirigent Fredrik Otterstad overtog. Sølvgutterne har fået flere priser, såvel nationalt som internationalt. 